# Jungang-dong, Yeongcheon
Jungang-dong (koreanska: 중앙동) är en stadsdel i staden Yeongcheon i provinsen Norra Gyeongsang i den östra delen av Sydkorea, 250 km sydost om huvudstaden Seoul.